# 神戸市立神出小学校
神戸市立神出小学校（こうべしりつ かんでしょうがっこう）は、兵庫県神戸市西区神出町田井にある公立小学校。

## 沿革
- 1891年（明治24年） - 神出簡易小学校と北古簡易小学校が統合して創立する。[1]
- 1941年（昭和16年）4月1日 - 神出国民学校と改称する。
- 1947年（昭和22年）3月1日 - 神戸市の編入に伴い、神戸市立神出小学校と改称する。

## 通学区域
神戸市西区に属する。旧神出村地域に相当。
- 神出町（勝成・古神・五百蔵・小束野・東・南・田井・宝勢・広谷・北・池田・紫合）

## 校区周辺
- 雄岡山
- 雌岡山
- 神出郵便局
- 神戸市立神出中学校（進学先中学校）

## 交通
- 神姫バス 12・36系統「田井北口」より西、12系統「田井西口」より北

## 校区が隣接している学校
- 神戸市立北山小学校
- 神戸市立押部谷小学校
- 神戸市立高和小学校
- 神戸市立平野小学校
- 神戸市立岩岡小学校
- 稲美町立母里小学校
- 三木市立別所小学校
- 三木市立広野小学校